# Puttgarden

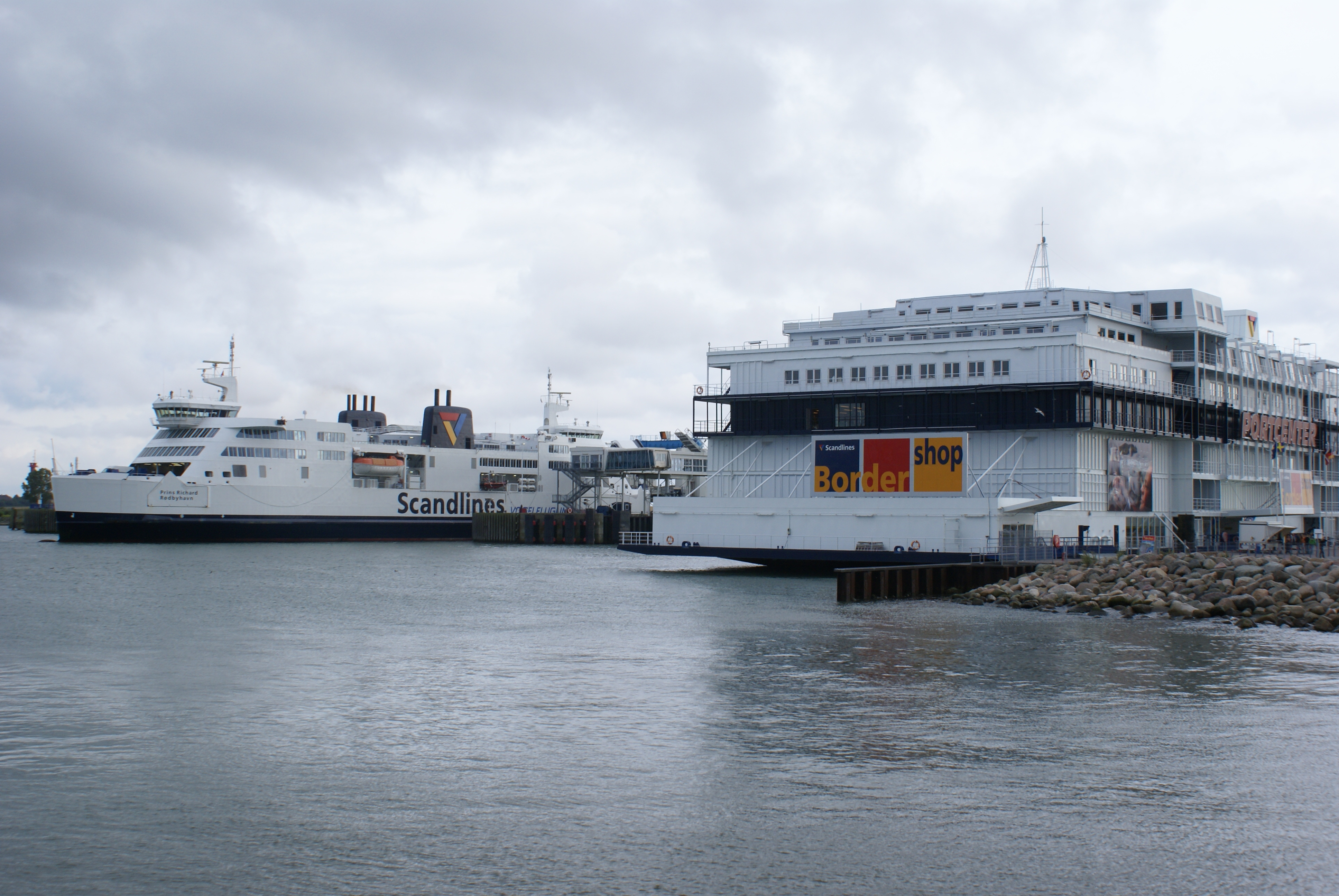
Border Shop und Fähre Prins Richard im Hafen von Puttgarden

Puttgarden ist ein Dorf sowie Gemarkung im Norden der Insel Fehmarn und seit Gründung der Stadt Fehmarn einer ihrer Stadtteile. Bekannt ist Puttgarden vor allem als Standort des Fährhafens Puttgarden im Verlauf der Vogelfluglinie.

## Geographie
Die Gemarkung Puttgarden erstreckt sich an der Nordostecke der Ostseeinsel Fehmarn etwa mittig vom Küstenstreifen. Der Fährhafenbereich bildet eine eigene Gemarkung nördlich angrenzend von erstgenannter, trägt die Namenserweiterung „i. d. O.“ und besteht dabei aus 2 Flurstücken. Naturräumlich zählt die Gemeinde zur Haupteinheit Nordoldenburg und Fehmarn (Nr. 703), die ein Teilraum des Schleswig-Holsteinischen Hügellandes ist.
Nachbarorte von Puttgarden sind Gammendorf im Westen, Marienleuchte im Osten, Todendorf im Südwesten, Bannesdorf im Süden und Presen im Südosten.

## Geschichte
Der Name Puttgarden leitet sich etymologisch vom altslawischen pod für „unter“ und gard für „Burg“ im Sinne „Unter der Burg“ her. Die 1198 erstmals urkundlich erwähnte Peter-Pauls-Kapelle befand sich im Bereich der Gemarkung Puttgarden und war das erste Gotteshaus auf der Insel.
Im Jahr 1644 wurde die Kapelle von schwedischen Truppen im Dreißigjährigen Krieg zerstört. Die Bezeichnungen Kapellenkuhl und Landwiese, auf der die Pferde während der Gottesdienstbesuche weideten, erinnern an die Kapelle.
Am 1. April 1937 wurde die vormalig eigenständige Gemeinde Puttgarden in die Gemeinde Bannesdorf eingemeindet, und ging mit dieser am 1. Januar 2003 in der Stadt Fehmarn auf.

## Verkehr
1963 erhielt Puttgarden im Rahmen des Ausbaus der Vogelfluglinie Anschluss an die Bahnstrecke von Lübeck sowie einen modernen Fährbahnhof östlich des Ortes, von dem aus seitdem Fähren nach Rødbyhavn auf der dänischen Insel Lolland verkehrten. Von 2007 bis 2017 war Puttgarden ICE-Bahnhof. Seit 1997 fahren die grenzüberschreitenden Güterzüge und seit Dezember 2019 die grenzüberschreitenden Personenzüge über den Großen Belt. Somit verkehrten von Puttgarden zuletzt nur noch zweistündlich Regionalbahnen nach Lübeck. Im Zuge des Baus des Fehmarnbelttunnels (siehe unten) und dem damit verbundenen Ausbau der Eisenbahnstrecke wurde die Regionalbahn zwischen Neustadt (Holstein) und Puttgarden am 30. August 2022 eingestellt und durch eine Expressbuslinie, die bis Lübeck weiterfährt, ersetzt.

Ebenfalls 1963 erreichte den Fährhafen Puttgarden die B 207, die nach Süden in die Autobahn A 1 übergeht.
2008 wurde zwischen Deutschland und Dänemark ein Staatsvertrag zum Bau der festen Fehmarnbeltquerung unterzeichnet, die Puttgarden über den Fehmarnbelt mit Rødby auf der dänischen Insel Lolland verbinden soll. Die Verbindung soll der 17,6 Kilometer lange Fehmarnbelttunnel für den Eisenbahn- und Kraftfahrzeugverkehr sein, dessen Bau 2021 begonnen wurde.
Puttgarden ist an den Ostseeküsten-Radweg angeschlossen, der als europäische EuroVelo-Route um die Ostsee führt.

## Hafen
Hier verkehren hauptsächlich die Scandlines-Fähren in dichter Folge auf der Vogelfluglinie über den Fehmarnbelt nach Rødbyhavn.

2016 wurden im Hafen von Puttgarden 5,2 Millionen Tonnen Güter umgeschlagen, das waren 10,1 % mehr als 2015.

## Rettungsstation der DGzRS
Seit 1986 betreibt die Deutsche Gesellschaft zur Rettung Schiffbrüchiger wieder eine Rettungsstation im Fährhafen Puttgarden. Dazu liegt in einem nicht für die Öffentlichkeit zugänglichen Sicherheitsbereich des Fährhafens ein Seenotrettungsboot.

## Bauwerke
In Puttgarden steht der 115 Meter hohe Fernmeldeturm Puttgarden der Deutschen Telekom AG.

## Persönlichkeiten
- Emil Scheel (1886–1968), Amtsgerichtsrat
- Birger Schmidt (* 1964), Erziehungswissenschaftler, aufgewachsen in Puttgarden